# Кирнођи (Улму)
Кирнођи (рум. Chirnogi) насеље је у Румунији у округу Калараш у општини Улму. Oпштина се налази на надморској висини од 36 m.

## Становништво
Према подацима из 2002. године у насељу је живело 218 становника, од којих су сви румунске националности.